# 김재용 (1971년)
김재용(金宰庸, 1971년 ~ )은 대한민국의 mbc 보도국 기자이다. 

## 학력
- 한국외국어대 신문방송학과 학사

## 경력
- MBC 보도국 기자 입사
- MBC 보도국 정치팀장
- MBC 보도국 국제팀장 (2018.6)
- MBC 보도국 주간뉴스센터장